# Final del Campionat del Món de Clubs de futbol 2014
La Final del Campionat del Món de Clubs de futbol 2014 fou el partit final del Campionat del Món de Clubs de futbol 2014, un torneig de futbol celebrat al Marroc. Va ser l'11a final del Campionat del Món de Clubs de futbol, un torneig organitzat per la FIFA entre els clubs campions de cadascuna de les sis confederacions continentals, més el campió de lliga del país organitzador.
La final es va disputar entre el Reial Madrid, que representava la UEFA com a campió de la Lliga de Campions de la UEFA, i el club argentí San Lorenzo de Almagro, que representava la CONMEBOL com a campió de la Copa Libertadores. Es va disputar a l'Estadi de Marràqueix a Marràqueix el 20 de desembre de 2014. El Madrid va guanyar per 2–0 i va obtenir així el seu primer títol de Campió del món de clubs de la FIFA, i el seu quart títol si comptem les Copes Intercontinentals de 1960, 1998 i 2002, igualant així el rècord de l'AC Milan.

## Context

### Reial Madrid
El Reial Madrid es va classificar pel torneig com a guanyador de la Lliga de Campions de la UEFA 2013–14, cosa que va aconseguir en vèncer 4–1 al temps afegit contra l'Atlètic de Madrid a la final. Aquest era el segon cop que el Reial Madrid participava en el torneig, després que hagués acabat quart al torneig inaugural l'any 2000. Anteriorment havia participat cinc cops a la Copa Intercontinental, el torneig predecessor del Campionat del Món de Clubs, amb tres victòries (1960, 1998, 2002) i dues derrotes (1966, i 2000). Va arribar a la final després de derrotar els mexicans del Cruz Azul a les semifinals.

### San Lorenzo
El San Lorenzo de Almagro es va classificar pel torneig com a vencedor de la Copa Libertadores 2014, que va guanyar per 2–1 en el temps afegit contra el Nacional a la final. Aquest era el primer cop que el San Lorenzo competia en el torneig. Va arribar a la final després de derrotar el club neozelandès Auckland City a les semifinals.

## Camí a la final
| Reial Madrid                                               | Equip                         | San Lorenzo                                              |
| ---------------------------------------------------------- | ----------------------------- | -------------------------------------------------------- |
| UEFA                                                       | Confederació                  | CONMEBOL                                                 |
| Campió de la Lliga de Campions de la UEFA 2013–14          | Classificació                 | Campió de la Copa Libertadores 2014                      |
| Exempt                                                     | Play-off pels quarts de final | Exempt                                                   |
| Exempt                                                     | Quarts de final               | Exempt                                                   |
| 4–0 Cruz Azul (Ramos 15', Benzema 36', Bale 50', Isco 72') | Semifinals                    | 2–1 (a.e.t.) Auckland City (Barrientos 45+2', Matos 93') |

## Partit

### Detalls
| Reial Madrid         | 2–0     | San Lorenzo |
| -------------------- | ------- | ----------- |
| Ramos 37' · Bale 51' | Detalls |             |

| Reial Madrid | San Lorenzo |

| GK              | 1  | Iker Casillas (c)  |     |     |
| RB              | 15 | Dani Carvajal      | 30' | 73' |
| CB              | 4  | Sergio Ramos       | 22' | 89' |
| CB              | 3  | Pepe               |     |     |
| LB              | 12 | Marcelo            |     | 44' |
| CM              | 23 | Isco               |     |     |
| CM              | 8  | Toni Kroos         |     |     |
| RM              | 11 | Gareth Bale        |     |     |
| LM              | 10 | James Rodríguez    |     |     |
| FW              | 7  | Cristiano Ronaldo  |     |     |
| FW              | 9  | Karim Benzema      |     |     |
| Suplents:       |    |                    |     |     |
| GK              | 13 | Keylor Navas       |     |     |
| GK              | 25 | Fernando Pacheco   |     |     |
| DF              | 2  | Raphaël Varane     |     | 89' |
| DF              | 5  | Fábio Coentrão     |     | 44' |
| MF              | 6  | Sami Khedira       |     |     |
| FW              | 14 | Javier Hernández   |     |     |
| DF              | 17 | Álvaro Arbeloa     |     | 73' |
| DF              | 18 | Nacho              |     |     |
| FW              | 20 | Jesé               |     |     |
| MF              | 24 | Asier Illarramendi |     |     |
| MF              | 26 | Álvaro Medrán      |     |     |
| Entrenador:     |    |                    |     |     |
| Carlo Ancelotti |    |                    |     |     |

| GK            | 12 | Sebastián Torrico  |     |     |
| RB            | 7  | Julio Buffarini    | 55' |     |
| CB            | 14 | Walter Kannemann   | 85' |     |
| CB            | 3  | Mario Yepes        |     | 61' |
| LB            | 21 | Emmanuel Más       |     |     |
| DM            | 20 | Néstor Ortigoza    | 12' |     |
| DM            | 5  | Juan Mercier (c)   |     |     |
| CM            | 8  | Enzo Kalinski      |     |     |
| RM            | 30 | Gonzalo Verón      |     | 57' |
| LM            | 11 | Pablo Barrientos   | 16' |     |
| CF            | 9  | Martín Cauteruccio |     | 68' |
| Suplents:     |    |                    |     |     |
| GK            | 1  | Leo Franco         |     |     |
| GK            | 33 | José Devecchi      |     |     |
| DF            | 2  | Mauro Cetto        |     | 61' |
| MF            | 10 | Leandro Romagnoli  |     | 57' |
| DF            | 13 | Ramiro Arias       |     |     |
| FW            | 15 | Héctor Villalba    |     |     |
| FW            | 22 | Nicolás Blandi     |     |     |
| MF            | 24 | Juan Cavallaro     |     |     |
| FW            | 26 | Mauro Matos        |     | 68' |
| DF            | 27 | Matías Catalán     |     |     |
| DF            | 29 | Fabricio Fontanini |     |     |
| MF            | 31 | Facundo Quignon    |     |     |
| Entrenador:   |    |                    |     |     |
| Edgardo Bauza |    |                    |     |     |

| Millor jugador del partit: Sergio Ramos (Reial Madrid) Àrbitres assistents: Leonel Leal (Costa Rica) Gerson López (Guatemala) Quart àrbitre: Noumandiez Doué (Costa d'Ivori) Cinquè àrbitre: Songuifolo Yéo (Costa d'Ivori) | Regles del partit - 90 minuts. - 30 minuts de temps afegit si calgués. - Tanda de penalssi el marcador encara estigués empatat. - Dotze suplents - Màxim de tres canvis |